# Le Peuple français (1869)
Pour les articles homonymes, voir Le Peuple français et Le Peuple.
Le Peuple français est un journal français publié entre 1869 et 1871 puis relancé en 1879.

## Histoire

### Organe officieux de Napoléon III
Le 2 février 1869, le journaliste bonapartiste Clément Duvernois lance un nouveau quotidien politique à cinq centimes destiné à remplacer L'Époque, un journal que Duvernois avait transformé en un organe officieux de l'Empire libéral. Il l'intitule Le Peuple.
Or, un journal républicain homonyme est publié depuis 1868 à Marseille par Gustave Naquet, qui somme par conséquent Duvernois de modifier le titre de ce nouveau Peuple. Le même titre est également revendiqué par Le Peuple de Jules Vallès, qui paraît pour la première fois deux jours après son homonyme bonapartiste. Menacé de procès, Duvernois ne s'exécutera qu'au mois de juillet suivant, en rebaptisant son quotidien Le Peuple français.

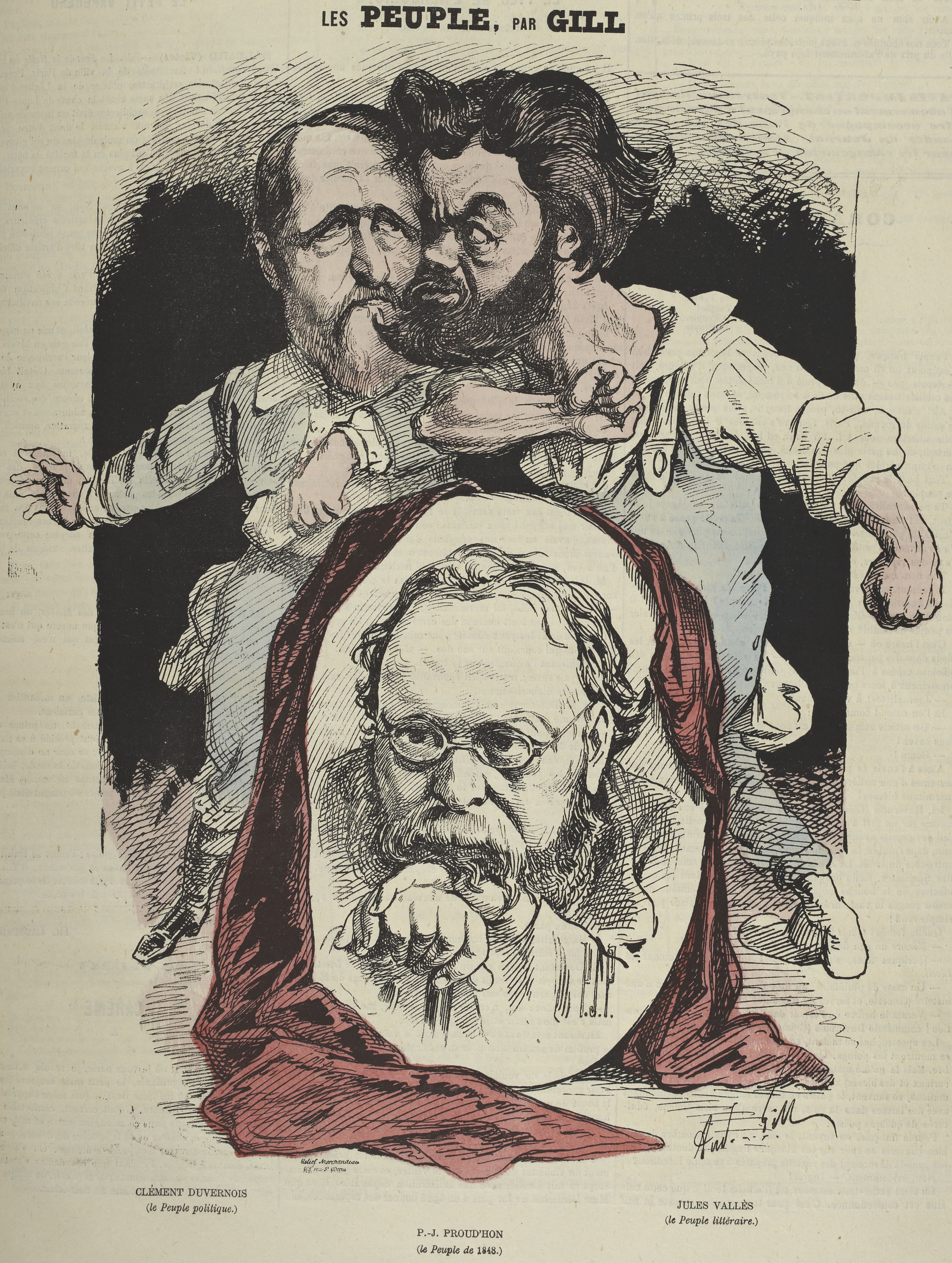
Les Peuples, par André Gill (L'Éclipse, 21 février 1869)

Les bureaux du journal sont installés au no 16 de la rue du Croissant, à Paris.
Tout comme L'Époque, dont il remplace l'édition quotidienne, Le Peuple français « passe pour recevoir les plus hautes inspirations ». Selon Adolphe Guéroult, qui souligne le fait que le journal de Duvernois est vendu à perte, Le Peuple français est le « journal des Tuileries », c'est-à-dire l'organe officieux de l'empereur Napoléon III.
En juin 1870, afin de pouvoir critiquer librement le gouvernement Émile Ollivier, Duvernois quitte Le Peuple français. Il est suivi par huit de ses collaborateurs : Fernand Boudeville, F. Castanet, Justin Dromel, Charles Gaumont, Eugène Grimont, Émile Hémery (d), Romary Leguevel de La Combe (d) et A. Potier. Par conséquent, Duvernois est remplacé, en tant que rédacteur en chef, par Auguste Vitu, qui a pour secrétaire et collaborateur le jeune Georges Boyer.
En 1871, Le Peuple français est remplacé par L'Ordre.

### Résurrection
En octobre 1879, Le Peuple français est ressuscité par Auguste Vitu avec une ligne éditoriale très proche de celle L'Ordre. Les deux titres sont dirigés par Albert Huet et servent d'organe de presse au Prince Napoléon jusqu'à leur changement de propriétaire en 1880. Huet est alors remplacé par Adolphe de Chonski, qui fusionne Le Peuple français avec En Avant et confie la direction politique des deux journaux à Edgard-Raoul Duval. En 1882, ces journaux sont revendus à Achille Lecolle, administrateur-directeur du Notariat.